# Una donna per amica
Una donna per amica è un film del 2014 diretto da Giovanni Veronesi.

## Trama
Francesco De Biase è un avvocato, che, dopo due anni di matrimonio, ha divorziato e si è trasferito a Trani. Claudia Casamacchia è una veterinaria di madre francese, anche lei trasferitasi a Trani per stare vicino alla sua sorellastra Anna, ricoverata in un centro di riabilitazione per tossicodipendenti. I due sono migliori amici da molto tempo, ma Francesco è in realtà innamorato di Claudia, senza che lei se ne sia mai accorta.
Un giorno, durante un incarico in un parco naturale, Claudia conosce Giovanni, una guida del parco, che quella sera la invita a una festa tra colleghi. Lei vi porta anche Francesco, che finisce ubriaco a letto con una sconosciuta, mentre lei passa la notte con Giovanni. Dopo pochi giorni, lei decide di sposarlo e a celebrare le nozze è lo stesso Francesco in veste di consigliere comunale.
Intenzionato a scordare l'amore per Claudia, Francesco inizia a frequentare una sua collega, Lia, con la quale poi si fidanza e i due progettano di andare a convivere. Tuttavia, la sera del compleanno di Lia, Francesco riceve una telefonata di Claudia in lacrime e, con grande malcontento della fidanzata, abbandona la festa. A casa, Claudia racconta all'amico delle violenze impartitele dal marito e gli chiede di poter restare da lui, ottenendo una risposta affermativa. Quella notte, Lia finisce in ospedale, essendosi ubriacata per il dispiacere e avendo così causato un incidente d'auto.
Frattanto, il rapporto tra Francesco e Claudia si riallaccia e lui ricomincia ad amarla. Per questo motivo, propone ad Anna un lavoro come sua nuova segretaria. Anna, intuendo i sentimenti di Francesco, ne parla con Claudia, dicendole che non è giusto che lei lo illuda, ma la sorella la schiaffeggia ribadendo che "loro sono solo amici". Tuttavia, una sera, Francesco bacia Claudia dopo che questa si era ubriacata, lasciandola ampiamente sbigottita. Pentendosi di ciò, Claudia si concede per una notte a Luca, un suo ex compagno di scuola, sotto lo sguardo inorridito di Francesco. La mattina dopo, questo si presenta in ospedale da Lia e le rivela la verità su lui e l'amica, spezzandole il cuore. Claudia, tuttavia, capendo che Francesco non si accontenta più solo della sua amicizia, decide di andarsene e di tagliare i ponti.
Qualche tempo dopo, si presenta allo studio di Francesco Anna, che è uscita dal centro di recupero e ora lavora come dog sitter. Lei gli consegna una cartolina di Claudia, che ora vive a Parigi dalla madre. L'avvocato, tuttavia, non vuole più averci a che fare e Anna gli consiglia di ricominciare "andare in spiaggia, mangiare un gelato". Seguendo il suo consiglio, Francesco va in spiaggia a mangiare un gelato e lì ritrova la donna con cui aveva passato la notte dopo la festa, che gli presenta Giulia e lui si unisce a loro per una lezione di surf.
Sette anni dopo, nella sala d'attesa di un aeroporto, Claudia nota Francesco che dorme su di uno dei posti a sedere e inizia a infastidirlo scherzosamente facendogli un video. Dopo pochi minuti, arriva una bambina che si presenta come figlia di Francesco e Claudia si allontana prima che l'ex amico si svegli e la veda. Dopo un po' arriva anche Giulia, la madre della bambina, con un neonato nel marsupio, che esorta il marito a sbrigarsi perché sono in ritardo per prendere l'aereo. Frattanto, Claudia osserva Francesco e la sua famiglia mettendosi a piangere.

## Luoghi delle riprese
Il film è stato girato interamente in Puglia, precisamente a Trani, con l'ausilio di Apulia Film Commission. In una scena si vede la Cava di Bauxite di Otranto.

## Riprese
Le riprese sono cominciate il 30 agosto 2013 e sono durate 7 settimane.

## Promozione
Il primo trailer del film è stato diffuso il 7 gennaio 2014.

## Distribuzione
Il film è stato distribuito nelle sale a partire dal 27 febbraio 2014.